# Guy de Dammartin

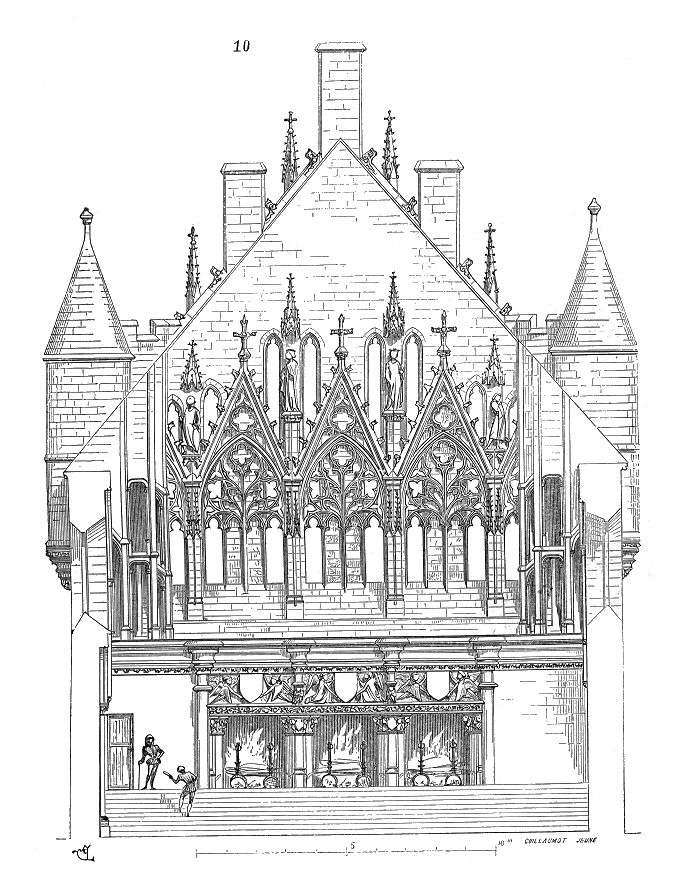
Prunkstück des Flamboyantstils: die berühmte Kaminwand im großen Saal des Herzogspalastes in Poitiers

Guy de Dammartin, auch Gui, Guiot, Guyot oder Guillot und Dampmartin geschrieben, (* 1340/1345; † 1398) war ein französischer Architekt und Bildhauer des Mittelalters. Er baute die herzöglichen Paläste von Poitiers und Bourges und begründete um 1380 den Stil des spätgotischen französischen Flamboyant.

## Leben
Es wird angenommen, dass Guy de Dammartin der Bruder von Drouet de Dammartin († Februar 1413), Architekt Philipps des Kühnen, war. Er arbeitete nämlich unter der Leitung seines Lehrers, dem königlichen Pariser Baumeister Raymond du Temple, zur gleichen Zeit wie sein Bruder im Louvre. Dort war er von 1362 bis 1365 als Bildhauer beschäftigt und schuf im Zuge der von König Karl V. angeordneten Verschönerung zusammen mit Jacques de Chartres die Statuen der Herzöge von Berry und Burgund für die berühmte Spindeltreppe grande vis. Am Dekor der Decke arbeitete er in dieser Zeit gemeinsam mit Jean de Saint-Romain.
Kurz vor 1370 trat Guy de Dammartin als Bauleiter in die Dienste des Herzogs Jean de Valois. Dammartin betreute sämtliche Bauprojekte des Herzogs. 1367 nahm er die Umgestaltung von Schloss Mehun-sur-Yèvre in Angriff, 1374 restaurierte er die Burg Lusignan. In den Jahren zwischen 1380 und 1389 gestaltete er das Schloss in Riom neu und errichtete die dortige Sainte-Chapelle. 1382 bis 1388 führte er die Erneuerung des herzoglichen Palastes in Bourges aus, einschließlich der Sainte-Chapelle.
Das Genie des Künstlers manifestierte sich in dem von ihm kreierten französischen Stil des Flamboyant, dem er in Bögen, Decken und Fenstern Gestalt gab. Ende der 1380er Jahre stellte er in Poitiers den frühgotischen Palast der ehemaligen Herzöge von Aquitanien (heutiger Justizpalast) wieder her. Das Prunkstück ist die mehrstufige Kaminwand, die wie eine Theaterkulisse die Schmalseite des großen Saales schließt, und deren oberer Teil von Maßwerksfenstern und Wimpergen eingenommen wird. Sie gilt innerhalb der Profanarchitektur als hervorragender Beleg für den Flamboyantstil, der für mehr als ein Jahrhundert bestimmend in Frankreich sein sollte.